# Жанбай
Жанбай (каз. Жанбай) — село в Исатайском районе Атырауской области Казахстана. Административный центр Жанбайского сельского округа. Находится на юге Прикаспийской низменности примерно в 22 км к юго-западу от села Аккистау, административного центра района. Код КАТО — 234235100.
Основано в 1930 году. В 1957 году центральное отделение каракулеводческого совхоза «Забурун». С 1997 организованы частные крестьянские хозяйства. Через Жанбай проходит автомобильная дорога государственного значения Атырау—Астрахань.

## Население
В 1999 году население села составляло 2560 человек (1332 мужчины и 1228 женщин). По данным переписи 2009 года, в селе проживало 3036 человек (1550 мужчин и 1486 женщин).